# هامونه تیر
هامونه تیر (انگلیسی: Tir Planitia) نام یکی از دشت‌های سیاره تیر (عطارد) است. نام آن از واژه تیر که نام فارسی این سیاره است گرفته شده‌است.